# Lysimachia miyiensis
Lysimachia miyiensis är en viveväxtart som beskrevs av Y. I. Fang, Amp; C. Z. Cheng in F. H. Chen och C. M. Hu. Lysimachia miyiensis ingår i släktet lysingar, och familjen viveväxter. Inga underarter finns listade i Catalogue of Life.